# Anneke Kim Sarnau

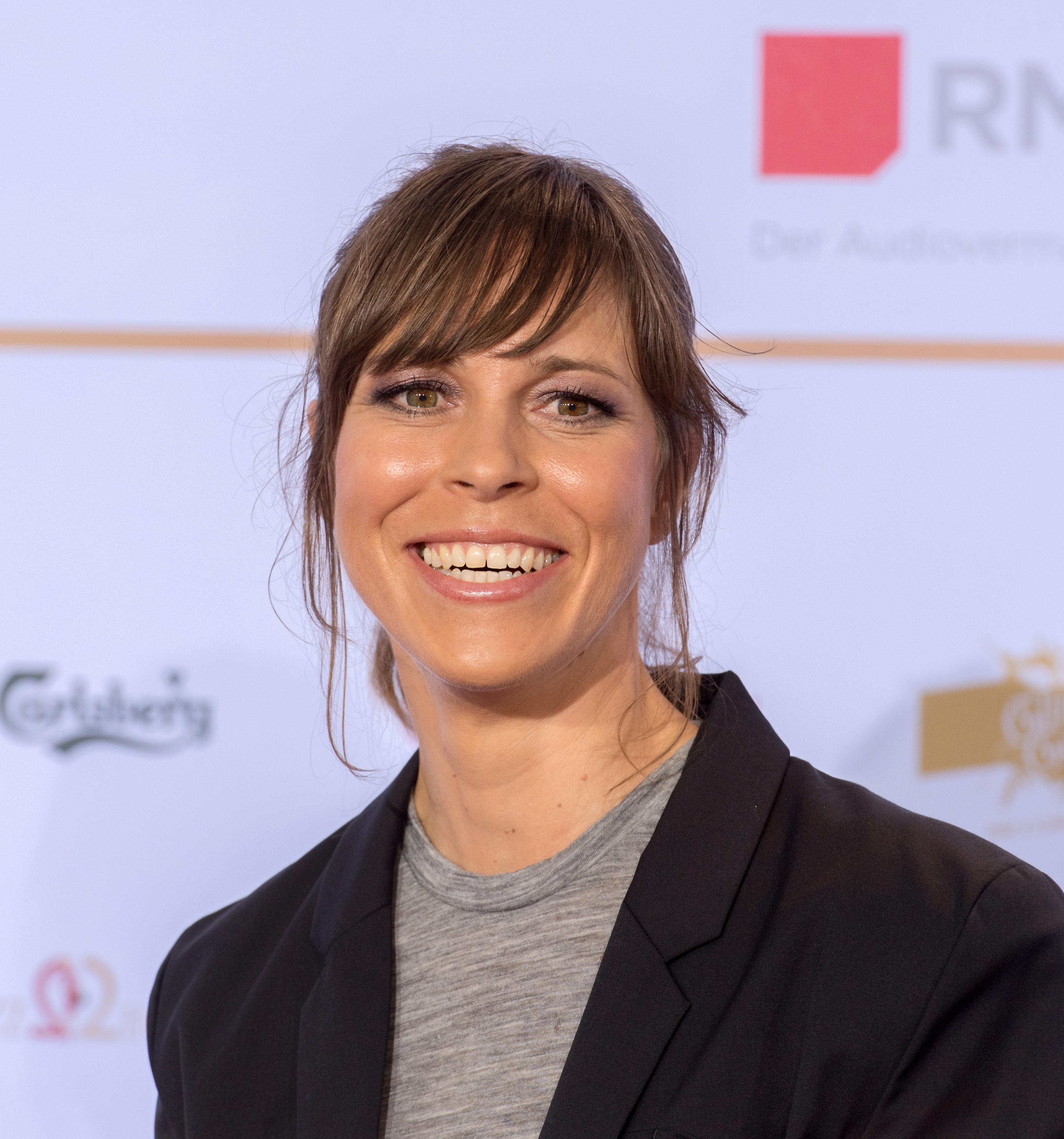
Anneke Kim Sarnau 2016 beim Deutschen Radiopreis

Anneke Kim Sarnau (* 25. Februar 1972 in Elmshorn) ist eine deutsche Theater- und Filmschauspielerin.

## Leben
Anneke Kim Sarnau, die aus Klein Offenseth-Sparrieshoop (Kreis Pinneberg) stammt, legte ihr Abitur an der Bismarckschule in Elmshorn ab und begann danach ein Studium in den Fächern Philosophie und Englisch an der Universität Kiel. Nach einem Semester verließ sie die Universität und absolvierte von 1993 bis 1996 eine Schauspielausbildung an der Hochschule für Musik und Darstellende Kunst Stuttgart. Bereits vor und während dieser Zeit wirkte sie in mehreren Experimentalfilmen mit.
Von 1996 bis 1998 war sie am Burgtheater in Wien engagiert. Es folgten Gastspiele an den Hamburger Kammerspielen, am Düsseldorfer Schauspielhaus und am Deutschen Schauspielhaus Hamburg. Seit 2000 ist Sarnau auch in Filmproduktionen zu sehen.
2002 erhielt sie für ihre Rolle als Tochter einer todkranken Mutter in Ende der Saison zusammen mit Hannelore Elsner den Adolf-Grimme-Preis. Für ihre Darstellung einer jungen Polizeibeamtin, die an den Schikanen durch Vorgesetzte und Kollegen am Arbeitsplatz zerbricht, in Die Hoffnung stirbt zuletzt wurde sie 2003 nochmals mit dem Grimme-Preis in Gold, dem Goldenen Gong und zudem mit dem Deutschen und dem Bayerischen Fernsehpreis ausgezeichnet. Einem internationalen Publikum wurde Sarnau 2005 durch ihre nicht unbedeutende Nebenrolle als Berliner Kindergärtnerin Birgit in dem Film Der ewige Gärtner bekannt.
Von 2010 bis 2022 bildeten Anneke Kim Sarnau und Charly Hübner für den NDR das Rostocker Ermittlerduo Bukow und König der Fernsehreihe Polizeiruf 110. Für die Fälle Feindbild und …und raus bist du! waren sie 2012 zusammen für den Grimme-Preis nominiert. 2016 wurde sie für ihre Darstellung in 4 Könige für den Deutschen Filmpreis in der Kategorie Beste weibliche Nebenrolle nominiert.
Anneke Kim Sarnau lebt in Berlin-Charlottenburg. Ihr Urgroßonkel ist der 1981 verstorbene Schauspieler Hans Söhnker. Seit 2011 hat sie einen Sohn und seit 2014 eine Tochter mit ihrem Lebensgefährten.

## Filmografie

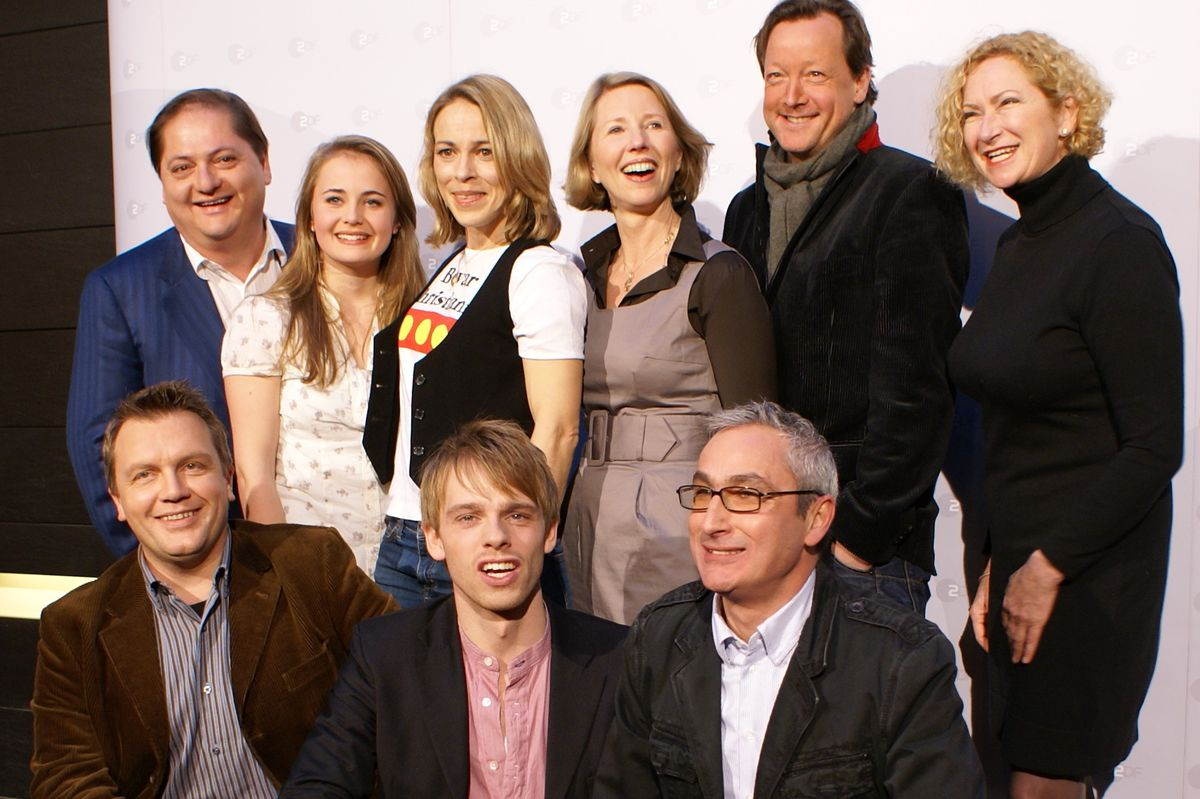
Anneke Kim Sarnau (oben, Dritte von links) mit der Besetzung von Ein Mann, ein Fjord!

### Kino
- 2003: Sie haben Knut
- 2005: Der ewige Gärtner (The Constant Gardener)
- 2005: Fremde Haut
- 2006: FC Venus – Angriff ist die beste Verteidigung
- 2008: Nicht von diesem Stern (Up! Up! To The Sky)
- 2012: Pommes essen
- 2014: Honig im Kopf
- 2015: Die Kleinen und die Bösen
- 2015: 4 Könige
- 2016: Conni & Co
- 2016: Blank
- 2017: Simpel
- 2017: Rock My Heart – Mein wildes Herz
- 2019: Sweethearts
- 2021: Ivie wie Ivie
- 2023: Knochen und Namen
- 2024: Eine Million Minuten
- 2025: Wunderschöner

### Fernsehen
- 2000: Vom Küssen und vom Fliegen
- 2000: Bella Block – Am Ende der Lüge
- 2000: Alarm für Cobra 11 – Die Autobahnpolizei – Schachmatt
- 2001: Ende der Saison
- 2001: Eine Hochzeit und (k)ein Todesfall
- 2002: Die Hoffnung stirbt zuletzt
- 2002: Mehr als nur Sex
- 2002: Das Duo – Totes Erbe
- 2002: Juls Freundin
- 2003: Ich liebe das Leben
- 2003: Sperling – Sperling und die letzte Chance
- 2004: Kommissarin Lucas – Vertrauen bis zuletzt
- 2004: Tatort – Hundeleben
- 2005: In Sachen Kaminski
- 2005: Tatort – Am Abgrund
- 2005: Im Namen des Gesetzes – Videobeweis
- 2006: Rosa Roth – Der Tag wird kommen
- 2006: Der falsche Tod
- 2007: Prager Botschaft
- 2007–2008: Dr. Psycho – Die Bösen, die Bullen, meine Frau und ich
- 2007: Die andere Hälfte des Glücks
- 2007: Mitte 30
- 2008: Ihr könnt euch niemals sicher sein
- 2009: Ein Mann, ein Fjord!
- 2009: Die Drachen besiegen
- 2010: Ken Folletts Eisfieber
- seit 2010: Polizeiruf 110, siehe Bukow und König
- 2010: Tatort – Die Heilige
- 2010: Das Haus ihres Vaters
- 2011: Uns trennt das Leben
- 2013: Alles auf Schwarz – Wacken, Dokumentation über das Wacken Open Air
- 2013: Weit hinter dem Horizont
- 2014: Keine Zeit für Träume
- 2015: Unter Verdacht – Ein Richter
- 2015: Crossing Lines – Virus
- 2015: Die Kleinen und die Bösen
- 2016: Wellness für Paare
- 2016: Shakespeares letzte Runde
- 2016: Polizeiruf 110: Angst heiligt die Mittel
- 2017: Die Diva, Thailand und wir!
- 2017: Götter in Weiß
- 2017: Willkommen bei den Honeckers
- 2017: Hit Mom – Mörderische Weihnachten
- 2018: Endlich Witwer
- 2019: Das Quartett: Der lange Schatten des Todes
- 2019: Der Sommer nach dem Abitur
- 2019: Käse und Blei
- 2021:  Bring mich nach Hause
- 2021: Das war dann mal weg
- 2021: Wo ist die Liebe hin
- 2021: Mutter, Kutter, Kind
- 2022: Neuland (Fernsehserie)
- 2023: Barfuß durch Australien
- 2023: Nach uns der Rest der Welt
- 2024: Dein perfektes Jahr

### Kurzfilme
- 1996: Boy Meets Winona (Regie und Drehbuch: Christian Bahlo)
- 2005: Eine einfache Liebe (Regie und Drehbuch: Maike Mia Höhne)
- 2009: Schautag (Regie: Marvin Kren)
- 2016: Das Beste am Norden (Regie und Drehbuch: Detlev Buck, Clips)[8]
- 2020: Bruxelles (Regie und Drehbuch: Fabian Stumm)

### Synchronrollen
- 2011: Polizeiruf 110 – Im Alter von … (Synchronstimme von Sigrid Göhler)

## Hörbücher und Hörspiele (Auswahl)
- 2009: Tödliche Worte von Val McDermid. Random House Audio, ISBN 978-3-8371-0083-9
- 2012: Liebe Lottofee, anbei meine Zahlen für kommende Woche von Jan Hofer, gesprochen von Sarnau, Jan Hofer und Oliver Kalkofe. Random House Audio, ISBN 978-3-625-16048-9
- 2012: Tante Martha im Gepäck von Ulrike Herwig. Hörbuch Hamburg, ISBN 978-3-86909-103-7
- 2013: Das Nebelhaus von Eric Berg, gesprochen von Sarnau und Jürgen Uter. Jumbo Neue Medien & Verlag, ISBN 978-3-8337-3222-5
- 2019: Lucy Fricke: Töchter (Betty) – Regie: Martin Zylka (NDR)

## Engagements am Theater
- 1997/1998: Alice im Wunderland, Stadttheater Klagenfurt
- 1997: Vinny, Burgtheater Wien
- 1997: Jugend ohne Gott, Burgtheater Wien
- 1997: Katzelmacher, Burgtheater Wien
- 1998: Kasimir und Karoline, Burgtheater Wien
- 1998: Die heilige Johanna der Schlachthöfe, Burgtheater Wien
- 1998: Die Riesen vom Berge, Burgtheater Wien
- 1998: Schlacht um Wien, Burgtheater Wien
- 1998: Ein Sportstück, Burgtheater Wien
- 2003/2005: Der zerbrochne Krug, Düsseldorfer Schauspielhaus
- 2004: Martha Jellnek, Hamburger Kammerspiele
- 2005/2006: Ein spanisches Stück, Deutsches Schauspielhaus Hamburg

## Auszeichnungen
- 2002: Adolf-Grimme-Preis mit Gold für ihre darstellerische Leistung in Ende der Saison
- 2002: Deutscher Fernsehpreis in der Kategorie „Beste Hauptdarstellerin“ für Ende der Saison und Die Hoffnung stirbt zuletzt
- 2002: Goldener Gong für Die Hoffnung stirbt zuletzt
- 2002: Sonderpreis beim Fernsehfilmpreis der Deutschen Akademie der Darstellenden Künste für Die Hoffnung stirbt zuletzt
- 2003: Adolf-Grimme-Preis für Die Hoffnung stirbt zuletzt
- 2003: Bayerischer Fernsehpreis für Die Hoffnung stirbt zuletzt
- 2003: Lilli-Palmer-Gedächtniskamera als beste Nachwuchsschauspielerin
- 2019: Drosteipreis, Anerkennungspreis für Kulturschaffende
- 2020: Deutscher Fernsehkrimipreis für ihre schauspielerische Leistung als Kriminalhauptkommissarin Katrin König in Polizeiruf 110: Der Tag wird kommen[9]
- 2021: Gilde-Filmpreis für Ivie wie Ivie (Regie: Sarah Blaßkiewitz) beim Festival des deutschen Films in Ludwigshafen
- 2022: Grimme-Preis für Polizeiruf 110: Sabine (Regie: Stefan Schaller) im Wettbewerb Fiktion
- 2025: Nominierung Deutscher Schauspielpreis in der Kategorie Starker Auftritt für Sad Jokes[10]